# Grigore Ionescu
Grigore Ionescu (n. 11 ianuarie 1904, Florești, Prahova – d. 26 iunie 1992, București) a fost un arhitect român, membru titular (1992) al Academiei Române. A fost profesor la Institutul de arhitectură „Ion Mincu” din București. Printre lucrările sale se numără Spitalul „Emilia Irza” din București, clădirea facultății de drumuri și poduri a Institutului de construcții din București, sanatoriul TBC Bârnova, Iași, etc.
Activitatea sa majoră s-a desfășurat în jurul istoriei arhitecturii și a patrimoniului național românesc. Este autorul unei istorii a arhitecturii românești, prima lucrare de acest gen apărută în literatura română de specialitate.
A fost bursier al Școlii române din Roma între anii 1931-1933.

## Distincții
A fost distins cu Ordinul Meritul Științific clasa I (1971) „pentru merite deosebite în opera de construire a socialismului, cu prilejul aniversării a 50 de ani de la constituirea Partidului Comunist Român”.

## Opera principală
- Istoria arhitecturii românești, 1937
- București. Ghid istoric și artistic, 1938
- Curtea de Argeș, istoria orașului prin minunile lui, 1939
- Byzance et l'architecture religeuse en Roumanie, 1944
- Bucarest, la ville et ses monuments, 1956
- Arhitectura populară românească, 1957
- Arhitectura în Valahia, Moldova și Transilvania în veacurile XII - XIX, 1966
- Arhitectura în România, perioada anilor 1944 - 1969, 1969
- Les rapports de l'architecture roumaine médiévale avec l'art des pays balkaniques et du Proche-Orient, 1970
- Les fortifications antiques et médiévales sur le territoire de la Roumanie et leur rapports aves le monde méditerranéen, 1970
- Histoire de l'architecture en Roumanie, de la préhistoire à nos jours, 1972